# Labessière-Candeil

Labessière-Candeil este o comună în departamentul Tarn din sudul Franței. În 2009 avea o populație de 734 de locuitori.

## Evoluția populației
| An        | 1975 | 1982 | 1990 | 1999 | 2006 | 2009 |
| --------- | ---- | ---- | ---- | ---- | ---- | ---- |
| Populație | 553  | 692  | 736  | 674  | 725  | 734  |